# Jüdischer Friedhof (Bad Freienwalde)

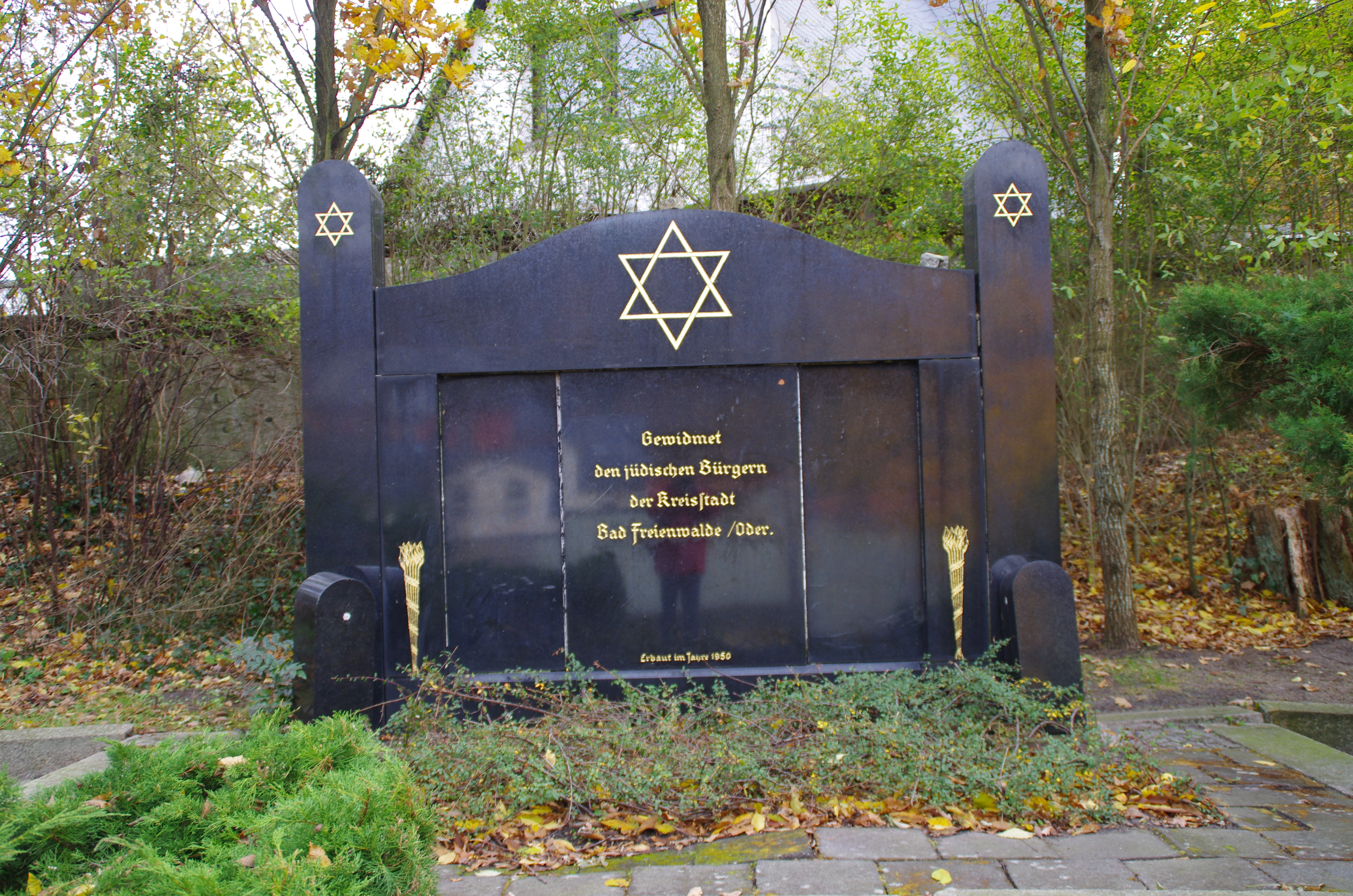
Der Gedenkstein

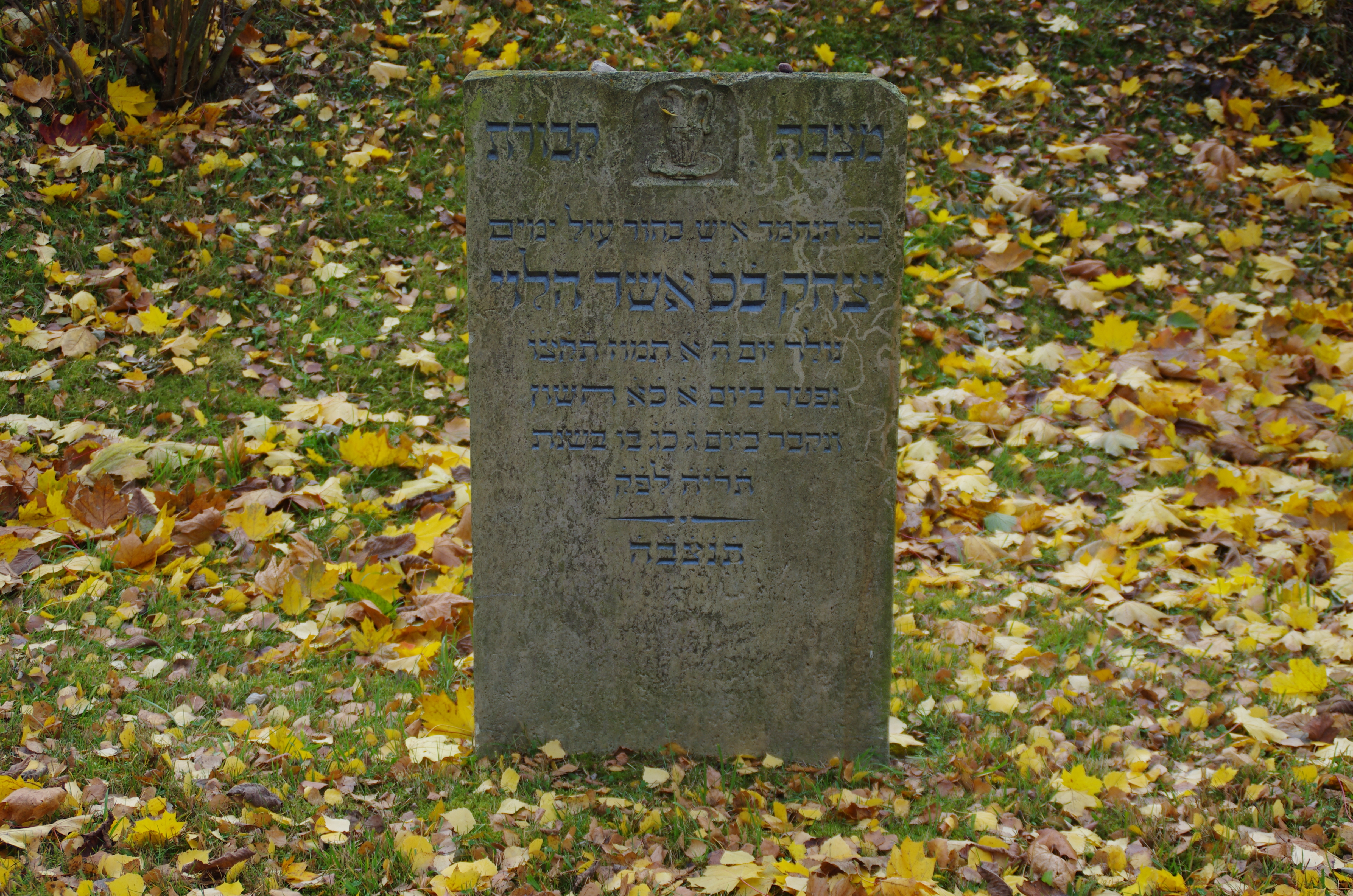
Der letzte Grabstein

Der Jüdische Friedhof in Bad Freienwalde (Oder) befindet sich am Fuß des Galgenberges. Er ist zu erreichen über eine Stichstraße neben der Katholischen Kirche in der Goethestraße. Der Friedhof ist in die Denkmalliste des Landes Brandenburg eingetragen.
Das Gelände für den Friedhof wurde im Jahre 1690 angelegt. Bis zum Jahre 1730 wurde der Friedhof auch von der Jüdischen Gemeinde Wriezen genutzt, ab da konnten sie den Jüdischen Friedhof in Wriezen belegen. In der Pogromnacht vom 9. auf den 10. November kam es zu Zerstörungen auf dem Friedhof, weitere Zerstörungen gab es aber nicht. Ende der 1940er Jahre wurde der Friedhof abgeräumt. Im Jahre 1950 wurde ein Denkmal aus schwarzem Marmor aufgestellt. Die Vorderseite trägt eine Inschrift und drei Davidsterne.